# Liste de musées en Grèce

## AthènesetLe Pirée
- Musée national archéologique
- Musée de l'Agora antique
- Musée de l'Acropole d'Athènes
- Musée archéologique du Céramique
- Musée d'Art cycladique
- Musée d'art moderne et contemporain de la fondation Goulandrís
- Musée byzantin et chrétien
- Musée épigraphique
- Musée Benaki
- Pinacothèque nationale
- Musée du chemin de fer d'Athènes
- Musée des chemins de fer électriques du Pirée
- Musée de la culture grecque moderne
- Musée Dimitris Piérides d'art contemporain
- Musée Frissiras site web
- Musée Goulandris d'histoire naturelle
- Musée des Instruments de musique populaires grecs
- Galerie municipale d'Athènes
- Musée d'art d'enfants grecs site web
- Musée maritime hellénique
- Musée minéralogique de Lavrion
- Musée de la Guerre d’Athènes
- Musée juif de Grèce
- Musée de la télécommunication site web
- Musée de la Ville d'Athènes
- Musée Maria Callas
- Musée numismatique d’Athènes
- Musée postal et philatélique site web
- Musée zoologique site web
- Musée et centre d'étude du théâtre grec
- Musée de la gravure et des arts graphiques
- Pinacothèque nationale d'Athènes
- Musée Spathareion du théâtre d'ombres
- Musée de la joaillerie Ilias Lalaounis
- Musée des Technologies des Grecs de l'Antiquité
- Manoir Benizélos
- Palais Ziller-Lovérdos
- Musée de criminologie d'Athènes

## Corfou
- Musée archéologique de Corfou
- Musée archéologique de Paléopolis
- Musée d'art byzantin Antivouniotissa
- Musée d'art asiatique de Corfou
- Musée Kapodístrias
- Pinacothèque municipale de Corfou
- Musée Solomos
- Musée serbe de Corfou

## Thessalonique
- Musée archéologique de Thessalonique
- Musée d'art contemporain de Thessalonique
- Musée d'art moderne de Thessalonique
- Musée Atatürk
- Musée de la culture byzantine
- Musée de la lutte pour la libération de la Macédoine
- Musée de la guerre de Thessalonique
- Musée de la photographie de Thessalonique
- Musée juif de Thessalonique
- Musée de l'holocauste en Grèce
- Tour blanche

## Cyclades
- Musée archéologique de Délos
- à Mykonos (ville) : 
  - Musée archéologique de Mykonos
  - Musée maritime de la mer Égée
  - Musée du folklore de Mykonos
    - Maison folklorique de Lena
- Musée archéologique de Naxos
- à Paros : 
  - Musée archéologique 
  - Musée byzantin
- à Santorin : 
  - Musée préhistorique de Théra
  - Musée Megaron Gyzi

## Autres villes
- Musée archéologique d'Ágios Kírykos
- Musée archéologique d'Argos
- Musée archéologique d'Archánes
- Musée archéologique de Brauron
- Musée archéologique de l'ancienne Corinthe
- Musée archéologique d'Éleusis
- Musée archéologique d'Héraklion
- Musée archéologique de Kilkis
- Musée archéologique de La Canée
- Musée archéologique de Marathon
- Musée archéologique de Mycènes
- Musée archéologique de Nauplie
- Musée archéologique de Némée
- Musée archéologique d'Olympie
- Musée archéologique de Patras
- Musée archéologique de Pella
- Musée archéologique du Pirée
- Musée archéologique de Rhodes
- Musée archéologique de Sicyone
- Musée archéologique de Sparte
- Musée archéologique de Tégée
- Musée archéologique de Thèbes
- Musée archéologique de Véria
- Musée d'art contemporain Goulandrís (Andros)
- Musée Averoff
- Musée d'histoire naturelle de Crète
- Muséum d'histoire naturelle de Pétaloudes (Rhodes)
- Musée de l'histoire des Jeux olympiques antiques
- Musée historique de Crète
- Musée juif de Rhodes
- Musée de Le Greco
- Musée maritime de La Canée
- Musée du monastère de Prévéli
- Palais des grands maîtres